# Mariana Ohata
Mariana Ohata (Brasília, 26 oktober 1978), is een Braziliaans triatlete. Ze is drievoudig Braziliaans kampioene en tweevoudig Zuid-Amerikaans kampioene op de triatlon. Ook nam ze driemaal deel aan de Olympische Spelen, maar won hierbij geen medaille.
Ohata deed in 2000 mee aan de eerste triatlon op de Olympische Zomerspelen van Sydney. Ze was een van de twee Braziliaanse triatleten (samen met Carla Moreno) die niet de finish bereikte. Vier jaar later, op de Olympische Spelen van Athene, deed ze opnieuw mee. Hier haalde ze de 37e plaats in een tijd van 2:16.52,97.
In 2008 op de Olympische Spelen van Peking moest ze zich tevreden stellen met een 39e plaats in 2:07.11,92.

## Titels
- Zuid-Amerikaans kampioene triatlon: 1999, 2000
- Braziliaans kampioene triatlon: 1996, 1997, 1998

## Palmares

### triatlon
- 1997: 6e WK junioren in Perth - 2:11.55
- 1999: 8e WK olympische afstand in Montreal - 1:57.21
- 1999: 6e Pan-Amerikaanse Spelen in Winnipeg - 2:02.26
- 2000: DNF Olympische Spelen in Sydney
- 2003: 6e Pan-Amerikaanse Spelen in Santo Domingo - 2:03.15
- 2003: 9e WK olympische afstand in Queenstown
- 2003:  ITU wereldbekerwedstrijd in Madrid
- 2003: 4e ITU wereldbekerwedstrijd in Edmonton
- 2003: 5e ITU wereldbekerwedstrijd in Ishigaki
- 2003:  ITU wereldbekerwedstrijd in Brasilia
- 2004: 37e Olympische Spelen in Athene - 2:16.52,97
- 2004: DNF WK olympische afstand in Madeira
- 2006: 9e ITU wereldbekerwedstrijd in Groot-Brittannië
- 2006:  triatlon van Holten
- 2006: 31e WK olympische afstand in Lausanne - 2:10.19
- 2007: 6e Pan-Amerikaanse Spelen in Rio de Janeiro - 2:00.51,28
- 2008: 39e Olympische Spelen in Peking - 2:07.11,92